# Вірджинія (півострів)
37°04′47″ пн. ш. 76°24′23″ зх. д. / 37.079833333333° пн. ш. 76.40625° зх. д.
Верджи́нія (англ. Virginia Peninsula) або Саутерн-Нек (англ. Southern Neck) — півострів на східному узбережжі США.

## Географія
Острів розташований у штаті Вірджинія на узбережжі Чесапікської затоки. На півночі річка Йорк відокремлює півострів Верджинія від півострова Середній, на півдні річка Джеймс відокремлює півострів від основної частини материка.
На півострові в даний час розташовані чотири незалежні міські округи (Хамптон, Ньюпорт-Ньюс, Покосон і Вільямсберг) і два округи (Джеймс-Сіті та Йорк).